# Стрільниківська сільська рада
Стрі́льниківська сільська́ ра́да — колишній орган місцевого самоврядування в Путивльському районі Сумської області. Адміністративний центр — село Стрільники.

## Загальні відомості
- Населення ради: 622 особи (станом на 2001 рік)

## Населені пункти
Сільській раді підпорядковані населені пункти:
- с. Стрільники
- с. Кагань
- с. Ротівка

## Склад ради
Рада складається з 15 депутатів та голови.
- Голова ради: Шечков Михайло Анатолійович
- Секретар ради: Пічкова Ганна Володимирівна

### Керівний склад попередніх скликань
| Прізвище, ім'я, по батькові | Основні відомості                                                                                  | Дата обрання | Дата звільнення |
| --------------------------- | -------------------------------------------------------------------------------------------------- | ------------ | --------------- |
| Шевцова Валентина Василівна | Сільський голова, 1959 року народження, позапартійна                                               | 26.03.2006   | 31.10.2010      |
| Малий Анатолій Миколайович  | Сільський голова, 1968 року народження, освіта вища, безпартійний                                  | 31.10.2010   | 04.09.2013      |
| Шечков Михайло Анатолійович | Сільський голова, 1959 року народження, освіта вища, член Всеукраїнського об'єднання «Батьківщина» | 25.05.2014   |                 |

Примітка: таблиця складена за даними сайту Верховної Ради України